# Walter Oliveira Neves
Walter Oliveira Neves, mais conhecido como Neves (São Paulo, 17 de setembro de 1941) é um ex-futebolista brasileiro, que atuava como lateral-direito.

## Carreira
A carreira de Neves se iniciou no XV de Piracicaba, em 1964. Ele fez parte da equipe que conquistou o título da segunda divisão do campeonato paulista em 1967, levando o clube de volta à elite do futebol estadual. Ainda no XV de Piracicaba, Neves atuou pela única vez pela Seleção Brasileira, na Taça Oswaldo Cruz de 1968, em uma partida contra a Seleção Paraguaia, vencida pelo Brasil por 4-0.[carece de fontes?] No mesmo ano foi contratado pelo Palmeiras, onde jogou até 1970 e foi campeão brasileiro em 1969. Neves encerrou a carreira em 1979. Atualmente, ele vive em Jaboticabal.

## Títulos
XV de Piracicaba
- Campeonato Paulista - Série A2: 1967

Palmeiras
- Campeonato Brasileiro: 1969

Seleção Brasileira
- Taça Oswaldo Cruz: 1968